# 福井県道103号福井三国線
福井県道103号福井三国線（ふくいけんどう103ごう ふくいみくにせん）は福井県福井市と坂井市を結ぶ一般県道である。

## 路線概要
福井市の国道416号と坂井市の福井県道101号を結ぶ路線であるが、福井県道101号はすぐ先で国道305号と接続するので、実質的には国道416号と国道305号を結ぶ役割を担う県道といえるだろう。坂井市西部に多く指定されている南北に走る路線の一本であり、周囲の県道と合わせて地域の交通を包括的に担っている。

### 路線データ
- 起点：福井県福井市高屋町
- 終点：同県坂井市三国町山王

## 通過する自治体
- 福井県
  - 福井市 - 坂井市

## 道路状況
起点付近および終点付近は片側1車線の確保されだが、途中2か所九頭竜川の右岸堤防上を走る区間があり、ここでは1.6車線程度の若干の狭路となる。離合に困るほどではないが、ワンボックスカーなど車体の大きい車と普通車が離合しようとすると道幅いっぱいになってしまう。また堤防上の区間は増水の際には通行止めとなってしまうため、その際は並行する福井県道106号を利用するのが望ましい。

## 接続路線
- 国道416号（福井市高屋町・山室南交差点、起点）
- 福井県道163号高江針原線（坂井市春江町高江・安沢交差点）
- 福井県道10号丸岡川西線・福井県道102号春江川西線（坂井市春江町取次・取次交差点 - 同市春江町布施田新・布施田橋東詰交差点で重複）
- 福井県道20号三国春江線（坂井市三国町池見・池見口交差点）
- 福井県道101号三国金津線（坂井市三国町山王四丁目・栄橋北詰交差点、終点）

## 沿線
- 三国神社